# Поповка (Россошанский район)
Поповка — село в Россошанском районе Воронежской области России.
Административный центр Поповского сельского поселения. Проходит федеральная трасса М-2.
Малая родина Героя Советского Союза Н. К. Горбанева.

## География
Село расположено на левом берегу реки Сухая Россошь. 

### Улицы
| - ул. Братьев Панфиловых - ул. Буденного - ул. Гагарина - ул. Железнодорожная - ул. Зеленая - ул. Калинина - ул. Колхозная | - ул. Кооперативная - ул. Космонавтов - ул. Крупской - ул. Ленина - ул. Лермонтова - ул. Линейная - ул. Меловая | - ул. Мичурина - ул. Московская - ул. Набережная - ул. Первомайская - ул. Песчаная - ул. Пионерская - ул. Подгорная | - ул. Полевая - ул. Садовая - ул. Советская - ул. Суворова - ул. Терешковой - ул. Шоссейная - ул. Шоферская | - пер. Мирный - пер. Наречный - пер. Сосновый - пер. Школьный - пер. Щорса |

## История
В начале XVIII века на месте, где сейчас находится село, украинские казаки из слободы Белогорье владели сенокосными угодьями. В 1720 году священник белогорьевской Преображенской церкви Василий Филимонов основал здесь хутор, который получил у жителей округи название «Попов». В последующие годы хутор преобразовался в слободу Поповку. В 1815 году здесь была построена деревянная Покровская церковь. 
В советское время в состав Поповки были включены бывшая слобода Николаевка и хутор Сотницкий.

## Население
| 1859 | 1897  | 2010  |
| ---- | ----- | ----- |
| 1923 | ↗2773 | ↘2507 |

## Известные уроженцы, жители
В селе родились:
- Горбанев, Николай Кузьмич (1922—2012) — Герой Советского Союза.
- Демченко, Александр Фёдорович (род. 1939) — советский экономист, доктор экономических наук (1995), профессор (1999).

## Инфраструктура
Личное подсобное хозяйство с зоной сельскохозяйственного использования, индивидуальная застройка усадебного типа.
Основа экономики — сельское хозяйство.

## Транспорт
Село находится при соединении федеральной трасс М-2 с М-4. На окраине села находятся платформы 769 км (Поповка)  и Сотницкая, есть электрички на Россошь.